# Uplink: Hacker Elite
Uplink: Hacker Elite (ook wel Uplink: Trust is a Weakness) is een computerspel voor Linux. Het spel werd in 2001 uitgebracht voor Linux en Microsoft Windows. Later volgde ook een uitgave voor MacOS. Het spel wordt bediend met de muis en is Engels- en Duitstalig.

## Gameplay
Het spel speelt zich af in het jaar 2010. De speler werkt als hacker voor het bedrijf Uplink Corporation. Hij verdient geld door klusjes, zoals in computers inbreken, uit te voeren voor grote bedrijven. Door een opdracht met succes af te ronden, krijgt de speler telkens moeilijkere opdrachten die meer geld opleveren. De opdrachten variëren van het modden of saboteren van computers van de concurrentie, witwassen, bewijs vernietigen, en traceren van andere hackers.

## Platforms
| Jaar | Platform       |
| ---- | -------------- |
| 2001 | Linux, Windows |
| 2003 | Mac OS X       |
| 2006 | Steam          |
| 2012 | Android, iPad  |

## Ontvangst
| Beoordeeld door             | Jaar | Platform | Score |
| --------------------------- | ---- | -------- | ----- |
| Game Chronicles             | 2003 | Windows  | 87%   |
| GamingExcellence            | 2001 | Windows  | 80%   |
| Computer Gaming World (CGW) | 2003 | Windows  | 80%   |
| IGN                         | 2003 | Windows  | 75%   |
| Eurogamer.net (UK)          | 2002 | Windows  | 70%   |
| GameZone                    | 2003 | Windows  | 70%   |
| GameStar (Duitsland)        | 2003 | Windows  | 69%   |
| GameSpy                     | 2003 | Windows  | 68%   |
| GameGenie                   | 2003 | Windows  | 60%   |
| GameBoomers                 | 2003 | Windows  | 50%   |

## Trivia
- Het spel is opgenomen in het boek 1001 Video Games You Must Play Before You Die van Tony Mott.